# 多利亚尼
多利亚尼（義大利語：Dogliani），是意大利库内奥省的一个市镇。总面积35平方公里，人口4799人，人口密度137.1人/平方公里（2009年）。ISTAT代码为004081。

## 友好城市
- 法國雅纳克 2000年